# Пию
Пию (устар. Пия, Пияю) — река в России, течёт по территории Удорского района Республики Коми. Левый приток реки Йирва.
Длина реки — 52 км.
Исток реки находится в болоте Дойчегемнюр. В нижнем течении ширина реки достигает 10 метров.

## Данные водного реестра
По данным государственного водного реестра России относится к Двинско-Печорскому бассейновому округу, водохозяйственный участок реки — Мезень от истока до водомерного поста у деревни Малонисогорская. Речной бассейн реки — Мезень].